# P'jana
La P'jana è un fiume della Russia europea centrale (Repubblica autonoma della Mordovia e oblast' di Nižnij Novgorod), affluente di sinistra della Sura (bacino idrografico del Volga).
Nasce nella sezione nordoccidentale delle alture del Volga, scorrendo dapprima con direzione mediamente nordoccidentale; all'incirca verso metà percorso compie una decisa svolta volgendo il suo corso ad est e mantenendo questa direzione fino alla sua foce nel basso corso della Sura, a 116 km dalla foce.
La portata media, mediamente intorno ai 25 m³/s, può oscillare fra valori estremi di 1.500 (in primavera) e minimi di 10-12, generalmente a fine inverno prima che il fiume si liberi dai ghiacci che interessano il suo corso, mediamente, da novembre ad aprile.
Gli agglomerati urbani più rilevanti che si incontrano nel corso del fiume sono Perevoz e Sergač, nella oblast' di Nižnij Novgorod.